# 吉田資治
吉田 資治（よしだ すけはる、1904年（明治37年）1月11日 - 1992年（平成4年）10月）は、日本の労働運動家、政治活動家で、日本共産党幹部。産別会議議長や日本共産党幹部会名誉委員をつとめた。東京都足立区長をつとめた吉田万三の父。

## 生涯
富山県出身。早稲田工手学校（現早稲田大学芸術学校）卒。
東京電灯につとめ、1926年（大正15年）関東電気労組書記となる。1928年（昭和3年）共産党に入党、治安維持法違反で2度検挙された。戦後、党再建と産別会議結成に参加、1949年（昭和24年）産別会議議長。のち共産党幹部会委員、中央統制委員会議長。衆院東京6区より何度も立候補、当選にはいたらないまま不破哲三に地盤を譲った。

## 参照
- コトバンク デジタル版 日本人名大辞典+Plus